# Люта (Закарпатская область)
Люта (венг. Havasköz, укр. Люта) — село в Костринской сельской общине Ужгородского района Закарпатской области Украины.
Люта лежит у подножия Карпатских гор в 40 км на северо-восток от Ужгорода и 583 км на юго-запад от Киева. Находится на берегу реки Лютянка. Название деревни происходит из-за холодной зимы в этом районе. Основано в 1599 году. Численность населения составляет 2031 человек.

## История
Первые упоминания о Люте, как о собственности Другетов, относятся к 1599 году. Другеты владели селом до конца XVII века. В конце XVII века в Люте насчитывалось всего 37 дворов, где жили 3 солтыса, 31 крепостной, 2 желлера и священник.
В 1910 году в селе проживало 2936 жителей: 56 венгров, 109 немцев, 2771 русин и 116 евреев, из них было 2796 грекокатоликов.